# Skala Tannera
Skala Tannera – skala pozwalająca określić stadium dojrzałości płciowej dzieci, nastolatków i dorosłych na podstawie cech morfologicznych – budowy narządów płciowych i piersi. Termin pochodzi od nazwiska Jamesa Mourilyana Tannera, który opracował skalę.
Skala Tannera określa 5 stadiów rozwoju i przyporządkowuje im wiek występowania.

## Chłopcy

Skala Tannera. Cyfra wpisana w jądro oznacza pojemność w ml, natomiast dłuższą oś w cm

### Fazy rozwoju
1. Faza 1 – przed pokwitaniem (prepubertal)
  - Przyrost wzrostu na poziomie 5–6 cm/rok
  - Jądra
Rozmiar poniżej 4 ml lub dłuższy promień < 2,5 cm
  - Owłosienie łonowe
Brak widocznego owłosienia zawierającego pigment
  - Prącie
Brak wzrostu
2. Faza 2
  - Przyrost wzrostu na poziomie 5–6 cm/rok
  - Jądra
Rozmiar 4 ml lub dłuższy promień 2,5 cm do 3,2 cm
Wiek 11,5 roku (od 9,5 do 13,5 roku życia)
  - Owłosienie łonowe
Minimalny wzrost, pigmentacja u podstawy prącia
Wiek 12 lat (od 9,9 do 14,0 roku życia)
  - Prącie
Wczesny, nieznaczny wzrost
Wiek 11,5 roku (od 10,5 do 14,5 roku życia)
3. Faza 3
  - Przyrost wzrostu na poziomie 7–9 cm/rok
  - Jądra
Rozmiar 12 ml lub dłuższy promień 3,6 cm
Wiek 14 lat (od 11,5 do 16,5 roku życia)
  - Owłosienie łonowe
Wzrost ciemnych, kręcących się włosów
Wiek 13,1 roku (od 11,2 do 15,0 roku życia)
  - Prącie
Zwiększona długość i grubość
Wiek 12,4 roku (od 10,1 do 14,6 roku życia)
  - Inne zmiany
Możliwa ginekomastia (13,2 lat)
Łamanie się głosu (13,5 lat)
Przyrost tkanki mięśniowej
4. Faza 4
  - Przyrost wzrostu na najwyższym życiowym poziomie 10/12 cm/rok (13,8 lat)
  - Jądra
Długość 4,1 cm do 4,5 cm
Wiek 14 lat (od 11,5 do 16,5 roku życia)
  - Owłosienie łonowe
Dojrzałe owłosienie ograniczone do miejsca styku ud i krocza
Wiek 13,9 roku (od 12,0 do 15,8 roku życia)
  - Prącie
Dalszy wzrost długości i grubości
Wiek 13,2 roku (od 11,2 do 15,3 roku życia)
  - Inne zmiany
Owłosienie pod pachą (14,0 roku)
Mutacja głosu (14,1 roku)
Trądzik (14,3 roku)
5. Faza 5
  - Zahamowanie wzrostu z osiągnięciem 17 roku życia
  - Jądra
Długość > 4,5 cm
Wiek 14 lat (od 11,5 do 16,5 roku życia)
  - Owłosienie łonowe
Poszerzenie dojrzałego owłosienia (15,3 lat)
Rozrost owłosienia w kierunku wewnętrznych części ud
Nieznaczny rozrost owłosienia na wyższe partie podbrzusza i brzuch
  - Prącie
Osiągnięcie pełnego rozmiaru prącia do 16,5 roku życia
Wiek 13,2 roku (od 11,2 do 15,3 roku życia)
  - Trzeciorzędne cechy płciowe
Owłosienie na bokach twarzy
Dojrzała, męska postura
Zanik ginekomastii

### Rozwój wzrostu u chłopców
- Najsilniejszy przyrost (skok pokwitaniowy) w wieku 13,5 roku (od 11,7 do 15,3 roku życia)
- Największy wzrost w fazach do trzeciej włącznie (5,0 cm – 6,0 cm na rok)
- Wzrost w okresie pokwitania
U chłopców dojrzewających wcześnie: 10,3 cm/rok (7,9 cm/rok – 12,5 cm/rok)
U chłopców dojrzewających przeciętnie: 9,5 cm/rok (7,1 cm/rok – 11,9 cm/rok)
U chłopców dojrzewających późno: 8,5 cm/rok (6,3 cm/rok – 10,7 cm/rok)

## Dziewczęta

Skala Tannera

### Fazy rozwoju
1. Faza 1 – przed pokwitaniem (prepubertal)
  - Przyrost wzrostu na poziomie 5–6 cm/rok
  - Piersi
Nieznaczne uwypuklenie wyłącznie brodawek sutkowych
  - Owłosienie łonowe
Brak widocznego owłosienia zawierającego pigment
2. Faza 2
  - Przyrost wzrostu na poziomie 7–8 cm/rok
  - Piersi
Minimalne uwypuklenie, powiększenie otoczki brodawek sutkowych (stadium pączka)
Wiek 10,9 roku (od 8,9 do 12,9 roku życia)
  - Owłosienie łonowe
Nieznaczne, zabarwione owłosienie w okolicach warg sromowych
Wiek 11,2 roku (od 9,0 do 13,4 roku życia)
  - Przypadki wcześniejszego pokwitania
U rasy białej: faza 2 może pojawić się rok wcześniej
U rasy czarnej: faza 2 może pojawić się dwa lata wcześniej
3. Faza 3
  - Przyrost na najwyższym życiowym poziomie 8-10 cm/rok (12,5 roku)
  - Piersi
Uwypuklenie konturów piersi, dalsze powiększenie otoczki brodawek sutkowych
Wiek 11,9 roku (od 9,9 do 13,9 roku życia)
  - Owłosienie łonowe
Dalszy rozrost ciemnych, kręcących się włosów na wzgórku łonowym
Wiek 11,9 roku (od 9,6 do 14,1 roku życia)
  - Inne zmiany
Owłosienie pod pachami (13,1 roku)
Trądzik (13,2 roku)
4. Faza 4
  - Przyrost na poziomie 7 cm/rok
  - Piersi
Otoczki brodawek sutkowych tworzą dodatkowe uwypuklenie na ciele piersi
Wiek 12,9 roku (od 10,5 do 15,3 roku życia)
  - Owłosienie łonowe
Dojrzałe owłosienie ograniczone do miejsca styku ud i krocza
Wiek 12,6 roku (od 10,4 do 14,8 roku życia)
5. Faza 5
  - Zahamowanie wzrostu z osiągnięciem 16 roku życia
  - Piersi
Dojrzały kształt piersi
Brodawki sutkowe dopasowują swój kształt do kształtu piersi
  - Owłosienie łonowe
Całkowicie dojrzałe owłosienie poszerzone na uda
Brak rozrostu owłosienia na wyższe partie podbrzusza i brzuch

### Rozwój wzrostu u dziewcząt
- Najsilniejszy przyrost (skok pokwitaniowy) w wieku 11,5 roku (od 9,7 do 13,3 roku życia)
- Największy sumaryczny wzrost w fazach do drugiej włącznie (5,0 cm – 6,0 cm na rok)
- Wzrost w okresie pokwitania
U dziewcząt dojrzewających wcześnie: 9,0 cm/rok (7,0 cm/rok – 11,0 cm/rok)
U dziewcząt dojrzewających przeciętnie: 8,3 cm/rok (6,1 cm/rok – 10,4 cm/rok)
U dziewcząt dojrzewających późno: 7,5 cm/rok (5,4 cm/rok – 9,6 cm/rok)

### Inne istotne punkty rozwoju dziewcząt
- Adrenarche: wiek od 6 do 8 roku życia
- Menarche: wiek 12,7 roku (od 10,8 do 15 roku życia)
- Rozwój opóźniony o więcej niż rok w przypadku niskiej zawartości tłuszczu w organizmie (np. przy intensywnym, regularnym treningu)

## Zastosowanie
Podstawowym zastosowaniem skali jest monitorowanie rozwoju dzieci i młodzieży w celu wykrycia anomalii. Cechy morfologiczne stanowią bowiem bezpośrednie odwzorowanie zmian zachodzących wewnątrz organizmu i mogą pozwolić na wczesne rozpoznanie nieprawidłowości w dojrzewaniu płciowym.
Prowadzone są także badania wpływu czynników zewnętrznych (np. stosowania używek) na ogólny rozwój organizmów ludzkich. W badaniach takich prowadzi się kronikę rozwoju grupy testowej przy użyciu skali Tannera jako miarodajnego, dyskretnego (zatem: łatwego do porównania) punktu odniesienia.
Skala Tannera została powszechnie zaadaptowana w sądownictwie w przypadkach dotyczących dziecięcej pornografii. Istnieje praktyka pozwalająca ekspertom z zakresu pediatrii na ocenianie wieku nieletnich znajdujących się na fotografiach. Określenie wieku ofiary tego czynu pozwala na sklasyfikowanie go według prawa danego kraju (porównaj: Pedofilia, Aspekty prawne).

## Krytyka zastosowania w sądownictwie
Zasadność wykorzystania skali Tannera w postępowaniach sądowych dotyczących molestowania seksualnego nieletnich i pornografii nieletnich zostało podważone przez dyrektora Wydziału Pediatrii Uniwersytetu na Florydzie Arlana L. Rosenblooma w magazynie Pediatrics w artykule Misuse of Tanner Puberty Stages to Estimate Chronological Age. Wskazuje on na niewielką skuteczność ustalania wieku nieletnich na podstawie zdjęć, praktyki powszechnie stosowanej w sądownictwie w sprawach dotyczących pornografii dziecięcej.
Nadużycie, jego zdaniem, wynika z niemożliwości precyzyjnego wskazania wieku fotografowanego dziecka na podstawie cech morfologicznych z uwagi na znaczny rozrzut wieku, w którym cechy te się uwydatniają. Rosenbloom podkreśla także, że twórcy pornografii (nie tylko dziecięcej) mogą celowo wyszukiwać osoby wyglądające młodziej (słabiej rozwinięte niż rówieśnicy) w celu zwiększenia zainteresowania. Wskazuje także na niemiarodajność oceny na podstawie rozwoju owłosienia łonowego, które u azjatów jest słabiej rozwinięte niż u białych, a także na możliwość golenia owłosienia do zdjęć. Doktor Rosenbloom nie odrzuca jednak skali Tannera wskazując na jej zastosowanie w ocenie systematycznego rozwoju oraz w praktykach klinicznych jako miarodajna skala referencyjna.
Krytyka ta spotkała się z silną falą komentarzy po publikacji, wskazujących m.in. na zastosowanie skali wyłącznie do określenia wieku najmłodszych ofiar. Zdaniem komentujących istnieje powszechna akceptacja praktyki odmowy oceny wieku nastolatków ze względu na niezaprzeczalne trudności w odróżnieniu np. rozwoju piersi w fazie 3 i 5. Wskazano także na pomocniczy, niedecydujący charakter ekspertyzy.